# Валентин Ангелов (пожарникар)
Вижте пояснителната страница за други личности с името Валентин Ангелов.
Валентин Сарандиев Ангелов е роден в град Свиленград на 6 февруари 1962 г. Завършва основното си и средно образование в родния си Свиленград. Висшето си образование завършва във „Висшата инженерна пожаро-техническа школа“ гр. Москва /сега Академия на Държавната пожарна служба/ към Министерството на вътрешните работи на СССР през периода от 1982 – 1986 г. Трудовата си кариера започва като инспектор в отдел „Пожарна охрана“ към ОУ-МВР гр. Хасково. Достига до зам.началник на отдел в ОУ-МВР. През 1992 г. започва работа, като началник на Районната служба за пожарна безопасност в Свиленград, на която длъжност работи до месец август 2015 г. Притежава войнско звание полковник.
От 10 март 2016 г. до 20 февруари 2017 г. работи, като заместник областен управител на област Хасково.
Кандидат за народен представител от XLIV народно събрание на Република България.

## Награди
- С решение на Общински съвет Свиленград от 5 октомври 2010 г. му е присвоено званието „Почетен гражданин на гр. Свиленград“.
- Награден с орден за „Храброст“ от Президента на Русия Дмитрий Медведев (13 октомври 2010 г.)
- С "Почетен знак „ЗА ПОЛЕЗНОЕ“ на Губернатора на Московска област, /юли 2010 г./
- С медал „За сътрудничество в името на спасението“ на МЧС – Русия връчен му от Министъра на извънредните ситуации Шойгу С. К./юли 2010/
- Със „Златен почетен знак“ на Министъра на външните работи на Република България, /септември 2010 г./
- С почетни грамоти на кметовете на гр. Ногинск и гр. Орехово Зуево, множество награди от различни институции в Русия./юли 2010 г./
- В конкурса „Мъж на годината 2010“ е класиран на 12-о място, а „Дарик радио“ го обявява за „Обикновен герой“[1]
- През 2012 г. за проявен професионализъм и съобразителност при наводнението на гр. Свиленград е награден с „Почетен знак III степен“ на МВР.
- Многократно награждаван с писмени похвали и благодарности от Министъра на МВР, Главния секретар на МВР и Директора на ГДПБЗН – МВР – София
- За проявен професионализъм и съобразителност през 2005 г. предсрочно е произведен в звание „ПОДПОЛКОВНИК
- През 2015 година за постигнати високи резултати в служебната дейност е награден с „Почетен знак на МВР II степен“.

## Още
Валентин Ангелов е първия в България международен съдия по пожаро-приложен спорт в България. Съдийствал на световни първенства за мъже и жени – София-2008, Уфа/Русия/-2009, Донецк/Украйна/-2010, Котбус/Германия/-2011, Анталия/Турция/-2012/, Санкт Петербург /Русия/-2015, Острава /Чехия/ – 2016, Измир /Турция/ – 2017, три световни първенства за младежи – Петербург/Русия/ -2011, Пловдив-2012 г., Свитави, Чехия 2014 г., като на световното в София, Анталия и Измир е зам.главен съдия, а на световното първенство за младежи в Пловдив-2012 е главен съдия.